# 證券交易所的職員
《證券交易所的職員》（英語：The Adventure of the Stockbroker's Clerk）是柯南·道爾所著的福爾摩斯探案的56個短篇故事之一，收錄於《福爾摩斯回憶錄》。

## 故事簡介
派夸福特先生剛剛失業，後來在一間不錯的證券所找到工作，不過在上班前的一天，有一位自稱法國公司的職員上門找他，指該公司願意高薪聘用他，但要求他不要向舊公司請辭，派夸福特先生被高薪所吸引決定上班。他上班了一段時間，每天都是做一些沉悶的分類工作，而且他發現邀請他上班的人和公司老闆是同一人，感到可疑之下向福爾摩斯請教，福爾摩斯答應陪他見一見他的老闆。就在他們上門的一天，他的老闆在房間裡自殺。原來他的老闆是大盜，與同伴借用派夸福特先生的身分到證券行偷竊，事情敗露後只好畏罪自殺。